# Mesenka
Mesenka o Mesen-ka (msn-kȝ, "") vael seu príncep egipci de finals de la II Dinastia o principis o a principis de la III. Hi ha discussió sobre la identitat del rei que va governar durant l'època d'aquest príncep.
| F31 | n · D28 |

| F31 | n · D28 |

Mesenka només apareix en dues inscripcions en uns bols de pedra. Aquests bols es van trobar a les reserves subterrànies de la galeria sud de la piràmide de Djoser a Saqqara.
Pràcticament no se sap res de la vida i la carrera de Mesenka, a part del seu títol de príncep. També es desconeix de qui era fill, ja que no s'ha trobat cap nom reial relacionat. La cal·ligrafia i la dicció de les inscripcions mostren grans similituds amb altres inscripcions que daten de l'època dels reis Peribsen, Khasekhemui i Djoser. Per tant, és possible que Mesenka visqués i servís sota l'autoritat d'un d'aquests reis.

## Títols
Només se li coneix un títol lligat al seu llinatge principesc:
- Fill del Rei (Sa-nesw).

Aquest títol té cert interès per a l'egiptologia perquè durant la vida de Mesenka només estava reservat per als fills reials reals.